# Donorojo (Mertoyudan)
Donorojo is een bestuurslaag in het regentschap Magelang van de provincie Midden-Java, Indonesië. Donorojo telt 4567 inwoners (volkstelling 2010).